# 犬吠埼マリンパーク
犬吠埼マリンパーク（いぬぼうさきマリンパーク、英語: Inubosaki Marine Park Aquarium）は、千葉県銚子市にかつて存在した水族館。博物館法上の「博物館相当施設」である。日本動物園水族館協会（JAZA）には加盟していない。2018年1月31日に閉館した。

## 建物と館内

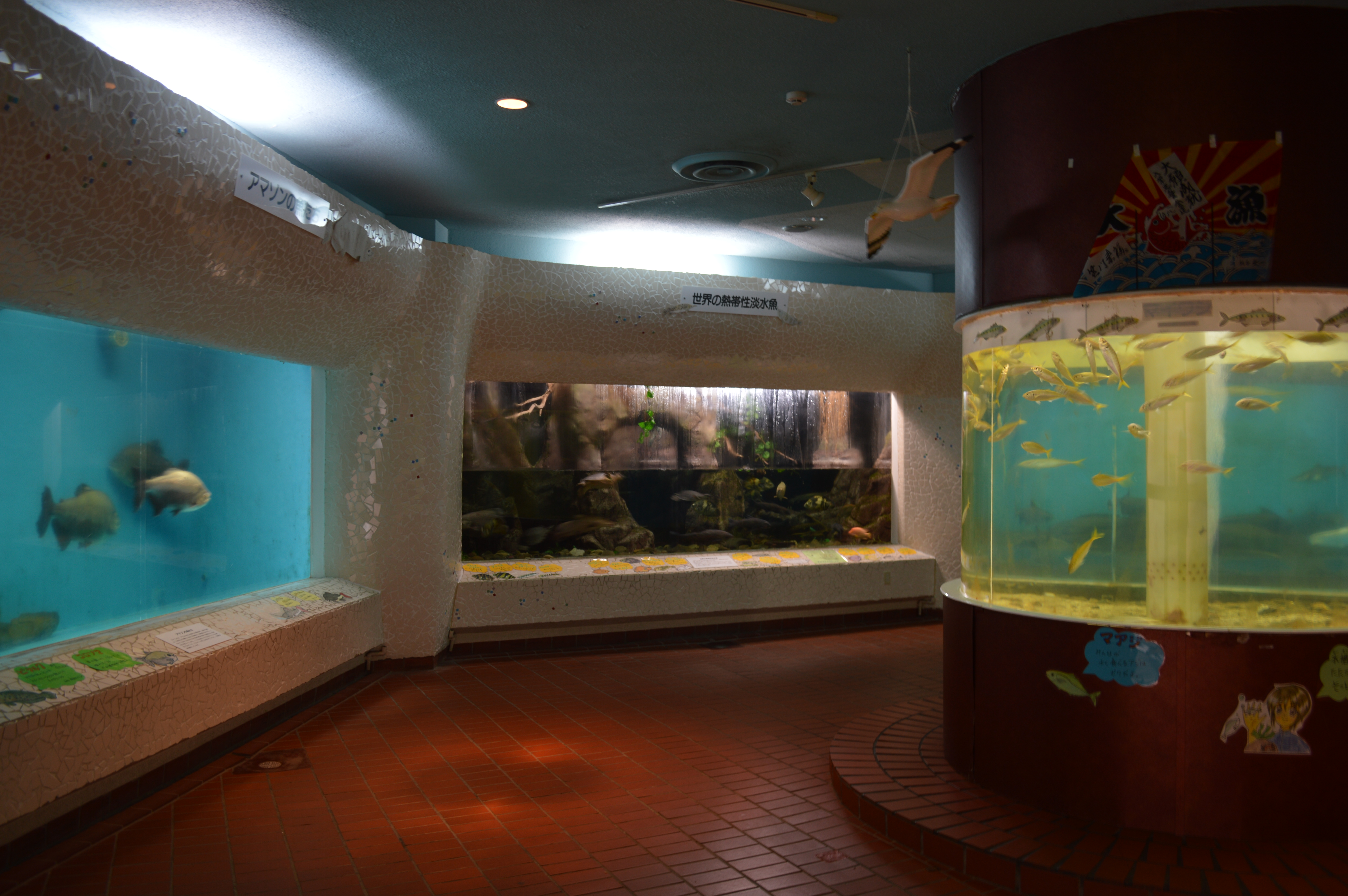
館内の水槽展示

犬吠埼の岬の上、太平洋を見下ろす高台に位置し、外観はピンク色で、内装はタイル張りであった。1階は「オーシャンホール」の名で南米アマゾン川の淡水魚やゴマフアザラシ、アフリカのワニなどを展示し、銚子漁港で多く水揚げされるイワシの大水槽も備えた。2階の「ファンタジーコーナー」はエイ、カニ、サメなどを、最奥部の「洞窟水槽」ではミズダコや北の海の生物を展示し、屋上は展望台になっていた。
館内の恐竜は、コンピュータ制御で人の通過を感知して首を振ったり、霧状の水を噴射したりすることができた。入口には卵からかえった恐竜の子の像があり、館内展示室へは恐竜の足の間をくぐって入る構造であり、『決定版 日本水族館紀行』ではこうした演出を犬吠埼の崖が白亜紀の層であり、「白亜紀を体感してもらおうという水族館側の心遣いである」と解説している。ただし、この恐竜はジュラ紀後期に生息したディプロドクスであり、恐竜が設置された1993年当時、新聞の取材に対し、担当者は「最近の恐竜ブームに便乗できれば」とコメントしている。
館内に食事処「海龍亭」があり、太平洋を眺望しながら食事ができ、1997年時点ではレストラン「カリビアン」もあった。土産物店では、銚子特産のヒゲタ醤油の「本膳」を使用した「しょうゆロールケーキ」というオリジナル商品を販売していた。

## 歴史
1954年7月13日開館。当時の名称は「銚子水族館」であり、開設したのは銚子市で、運営は銚子市観光協会が行っていた。
1963年に「京成マリンパーク犬吠埼水族館」となり、当時の京成電鉄は千葉交通や銚子電気鉄道を傘下に収め、ホテルを建設するなど銚子の観光地化に乗り出しており、その一環として水族館を銚子市から譲渡された。この頃、犬吠埼灯台が年間16万人余の観光客を集めていたのに対して、水族館の入館者数は9万人余だった。1974年6月に鉄筋3階建ての施設として開館している。当時、東京動物専門学校永世理事長の川原義郎（1926年 - 2012年11月）が開館に協力した事が知られている。
『千葉大百科事典』によると、1980年代には1億年前の化石を展示し、屋外の庭園は海浜植物園になっていたという。当時は魚類を103種3000点余、その他の水族（軟体動物、節足動物、腔腸動物、棘皮動物）を36種約500点飼育していた。
1984年に京成電鉄の撤退を受けて、水族館内にテナントとして出店していた富士食品が6億円で水族館を買収し、土地と建物を所有。犬吠埼マリンパークは富士食品出資の子会社となり、同社からの委託の形で運営することとなった。館内のレストランと土産物店は富士食品の直営とした。経営体制が変わって以降は毎年、銚子市内の幼稚園児や小学生らを無料招待することで社会貢献してきた。1993年7月20日、全面改修の上、再開館した。この時の改修で恐竜を設置し、6つのゾーンを新設、お土産館を併設した。展示する生物も約350種約6,000点に拡充し、当時約20万人弱という入館者数の増加を図った。
2002年2月28日、親会社の富士食品が千葉地方裁判所八日市場支部に民事再生法の適用を申請し倒産、負債総額は約10億円であった。これに先立つ同年1月に、犬吠埼マリンパークの経営は富士食品から切り離されており、再生手続き開始の翌日には従来通り水族館の営業を続けることを会長が表明した。富士食品は犬吠埼マリンパークから賃貸料収入を得て、20年計画で負債を返済することとなった。
2011年3月11日の東日本大震災を境に、犬吠埼マリンパークも海沿いの施設であったことから津波を恐れる風評被害を受けて来観客数が大幅に落ち込み、最盛期では年間30万人の入場者も、4万 - 5万人で推移していた。またかねてより濾過装置の故障など建物・設備の老朽化も見られており、耐震工事や設備更新する資金繰りのめども立っていなかった。2018年1月29日に閉館が発表され、2日後の31日に閉館となった。

## 閉館後
建物前にはロープが張られ閉鎖されたが、展示動物だったバンドウイルカ1頭、フンボルトペンギン46羽のほか魚類や、両生類、爬虫類などは館内に残されていた。閉館後の2018年8月時点では元飼育スタッフが餌やりなど世話をし、千葉県庁は動物愛護法に基づく調査を月1回程度行っていた。
2019年6月には犬吠埼マリンパーク株式会社が運営会社の代表取締役を変更（事業譲渡）したと報道され、同年8月には再開に向けて補修工事が行われていると発表されていたが、2025年4月現在再開されていない。

## 運営会社（開館時）
富士食品株式会社と犬吠埼マリンパーク株式会社は同族経営で、平林良吉の家族や親族で構成、経営されていた。
富士食品株式会社
- 代表取締役  平林良吉
- 取締役  平林弘充
- 取締役   須見誠
- 監査役  平林美恵子

犬吠埼マリンパーク株式会社
- 代表取締役  平林良吉
- 代表取締役  平林弘充
- 取締役  平林美恵子
- 取締役  須見誠
- 監査役  平林克友

## 主な展示

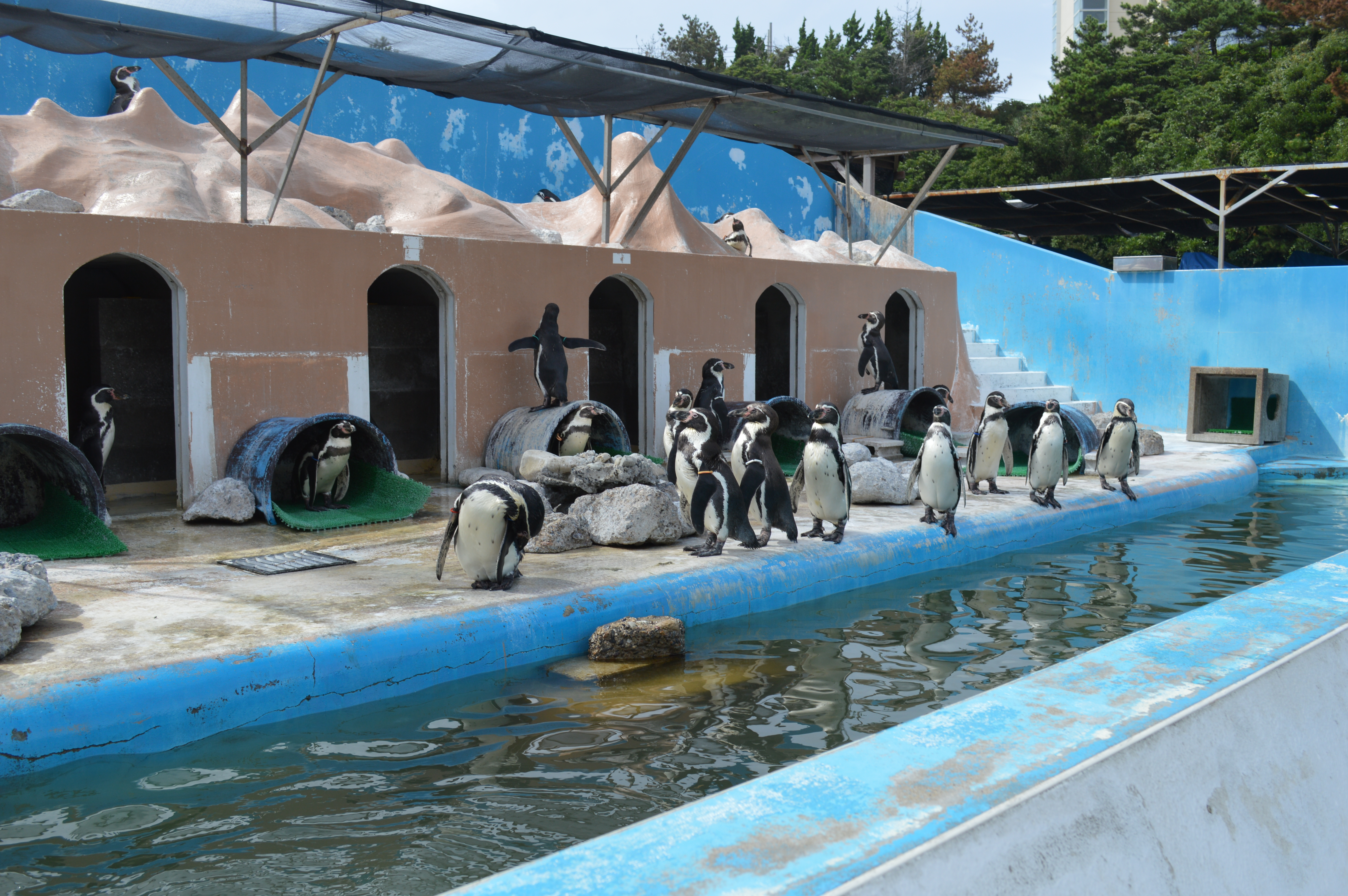
フンボルトペンギンの展示

銚子市沖が寒流と暖流の衝突する海域であるため、寒流・暖流両方の海水魚を展示するとともに、淡水魚も飼育していた。また爬虫類も飼育され、小さな水族館ではあるものの各種の生物が揃っていた。飼育動物の解説文は職員の手書きで作られていた。漢字にルビを振って子供たちが読めるように配慮され、「ヒメツバメウオ ひし形の体」など特徴的な解説がなされていた。イルカ・アザラシ・ペンギンは屋外で展示していた。

### 飼育動物
- イルカ[2][5][13] - 2013年には4頭のイルカを飼育していた[24]。このうちの1頭は2005年6月26日にマリンパーク内で誕生しており[25]、公募により「マリン」と名付けられた[26]。全国各地からイルカトレーナーが研修に来ていた。
- フンボルトペンギン[1][2][6] - 翼に色付きのリングが付いており、個体別に性格が記された解説板がある[6]。飼育員の解説付きの「ごはんタイム」を実施していた[2]。
- ゴマフアザラシ[2][6] - 雄2頭を飼育。
- ピラルク[1][5]
- タカアシガニ[1][5][6]

### イルカショー

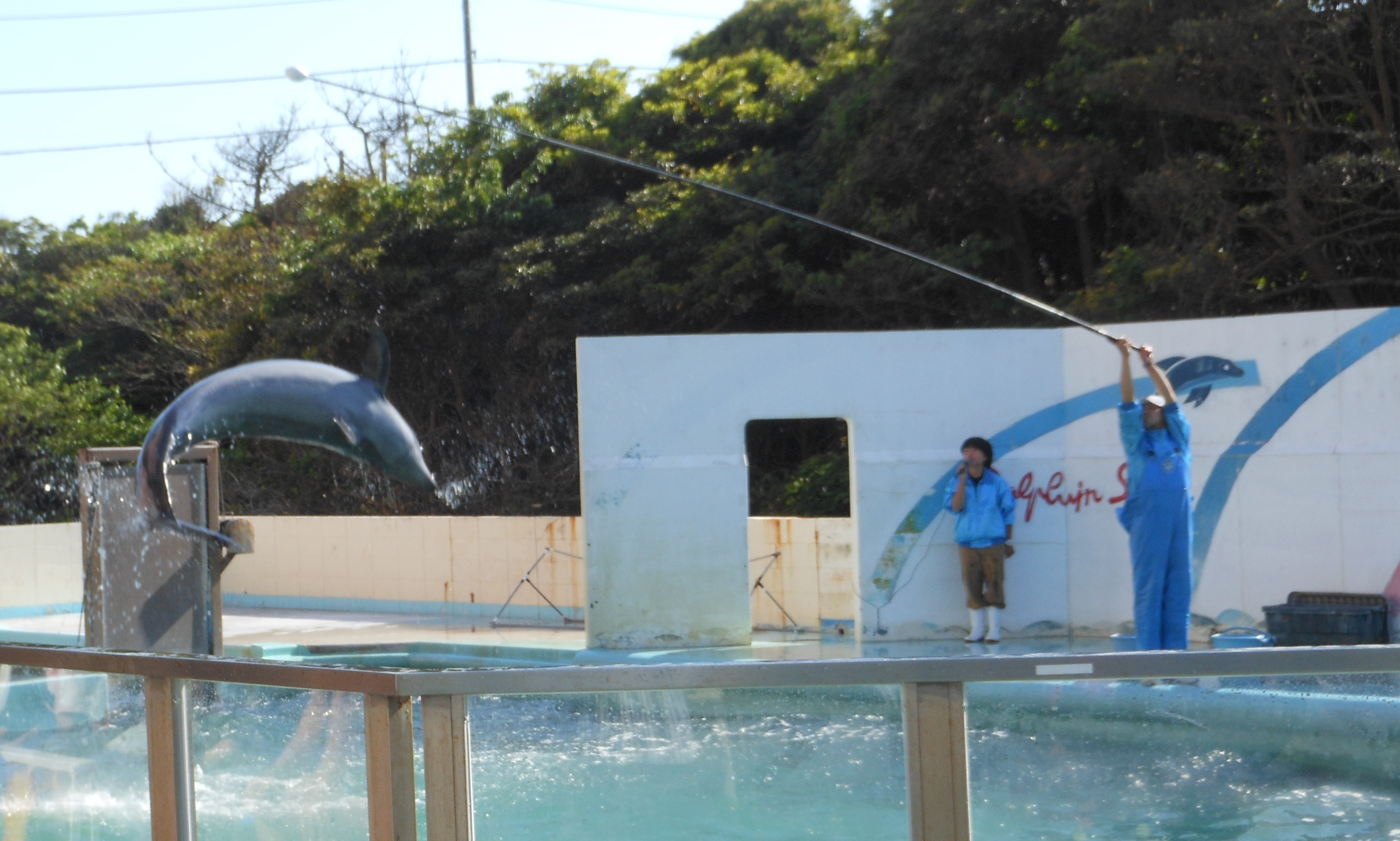
イルカショー

イルカショーはマリンパーク最大の呼び物であった。使用されていたプールが小型で、プールと客席が近く、水面高く設定されており、イルカがジャンプすると水しぶきが客席の前列に降り注いだ。
ショーは平日4回、休日5回開催されていたが、天候不順時は中止の判断が取られていた。なお、2017年12月よりイルカの頭数減少と体調不良のため、イルカショーは中止されていた。

## 営業時間とアクセス（開館時）

### 営業時間
- 開館時間：9時 - 17時（JST、季節変動あり）[6][13]、年中無休[6][2][13]

### 公共交通機関
犬吠埼灯台から西へ約200メートルの場所にする。
- 鉄道
  - 銚子電気鉄道 犬吠駅より、徒歩約10分[2][13]
- 高速バス
  - JR東日本 浜松町駅、東京駅発、京成バス（銚子・旭ルート）より、「犬吠埼」下車

### 自動車
- 高速道路
  - 銚子連絡道路 横芝光ICより、国道126号・千葉県道286号愛宕山公園線（銚子ドーバーライン）先、約40キロメートル
  - 東関東自動車道 佐原香取ICより、国道356号経由、約40キロメートル[2]
  - 東関東自動車道 潮来ICより、国道124号経由、約40キロメートル[9][13]
- 一般道路
  - 千葉県道254号銚子公園線
  - 千葉県道286号愛宕山公園線（銚子ドーバーライン）
- 駐車場
  - 駐車場は2時間まで無料[13]（約100台[2]）